# Lomatium juniperinum
Lomatium juniperinum är en flockblommig växtart som först beskrevs av Marcus Eugene Jones, och fick sitt nu gällande namn av John Merle Coulter och Joseph Nelson Rose. Lomatium juniperinum ingår i släktet Lomatium och familjen flockblommiga växter. Inga underarter finns listade i Catalogue of Life.